# Zemitrella whangaroaensis
Zemitrella whangaroaensis is een slakkensoort uit de familie van de Columbellidae. De wetenschappelijke naam van de soort is voor het eerst geldig gepubliceerd in 1957 door Dell.